# Hiroshi Miyazawa (Fußballspieler)
Hiroshi Miyazawa (jap. 宮澤 浩, Miyazawa Hiroshi; * 22. November 1970 in Hokkaido) ist ein ehemaliger japanischer Fußballspieler.

## Karriere
Miyazawa erlernte das Fußballspielen in der Schulmannschaft der Fujisawa Nishi High School und der Universitätsmannschaft der Chūō-Universität. Seinen ersten Vertrag unterschrieb er 1993 bei JEF United Ichihara. Der Verein spielte in der höchsten Liga des Landes, der J1 League. Für den Verein absolvierte er 19 Erstligaspiele. 1996 wechselte er zum Ligakonkurrenten Bellmare Hiratsuka. Für den Verein absolvierte er 29 Erstligaspiele. 1998 wechselte er zum Ligakonkurrenten Sanfrecce Hiroshima. Für den Verein absolvierte er 21 Erstligaspiele. Danach spielte er bei Canberra Cosmos und Football Kingz. Ende 2003 beendete er seine Karriere als Fußballspieler.

## Erfolge
Sanfrecce Hiroshima
- Kaiserpokal

Finalist: 1999